# 1804년 미국 대통령 선거
1804년 미국 대통령 선거는 1804년 미국에서 치러진 대통령 선거로, 대통령 토머스 제퍼슨을 재선출하였다.

## 선거 결과
1800년 선거에서 드러난 문제점으로 선거법이 바뀌어, 대통령과 부통령을 각각 선출하게 되었다.
| 대통령 후보          | 정당       | 근거지           | 전체유권자 | 전체유권자 | 선거인단 득표 | 러닝메이트  | 러닝메이트 근거지 |
| 대통령 후보          | 정당       | 근거지           | 득표수     | 지지율     | 선거인단 득표 | 러닝메이트  | 러닝메이트 근거지 |
| -------------------- | ---------- | ---------------- | ---------- | ---------- | ------------- | ----------- | ----------------- |
| 토머스 제퍼슨        | 민주공화당 | 버지니아         | 104,110    | 72.8%      | 162           | 조지 클린턴 | 뉴욕              |
| 찰스 코츠워스 핑크니 | 연방당     | 사우스캐롤라이나 | 38,919     | 27.2%      | 14            | 루퍼스 킹   | 뉴욕              |
| 계                   | 계         | 계               | 143,029    | 100.00 %   | 176           |             |                   |

## 같이 보기
- 1804년 미국 하원의원 선거
- 1804년 미국 상원의원 선거